# Superkup Rogera Mille
Superkup Rogera Milla je utakmica između pobjednika kupa i premijer lige u Kamerunu. Superkup se održava od 1999., te je u nadležnosti FECAFOOT-a.
Dosadašni pobjednici:
- 1999. : Sable FC  1-0 Canon Yaoundé
- 2000. : Kumbo Strikers 1-0 Fovu Baham
- 2001. : Fovu Baham  1-0 Cotonsport Garoua
- 2002. : Mount Cameroon FC  2-0 Canon Yaoundé

- Napomena: 2003. i 2004. superkup nije igran zbog toga što je oba natjecanja osvojila ista momčad - Cotonsport Garoua.